# Chicken Little (court métrage, 1998)
Pour plus de détails, voir Fiche technique et Distribution.
Chicken Little est un film d'animation de court métrage américain réalisé par Don Duga et Irra Verbitsky et sorti en 1998.

## Fiche technique
- Titre original : Chicken Little
- Réalisation : Don Duga et Irra Verbitsky
- Scénario : Steven Kellogg
- Photographie :
- Montage : Rich Cohen
- Musique : Ernest Troost
- Animation : Don Duga et Irra Verbitsky
- Producteur : Paul Gagne
  - Producteur associé : Melissa Ellard
- Sociétés de production : Polestar Films & Associated Arts et Weston Woods Studios
- Sociétés de distribution :
- Pays d'origine :  États-Unis
- Langue originale : anglais
- Format : couleur
- Genre : Animation
- Durée : 11 minutes
- Dates de sortie :
  - États-Unis : 23 février 1998

## Distribution
- Helen Hunt
- Hank Azaria